# هيلغا كرانستون
هيلغا كرانستون (بالعبرية: הלגה קלר‏) هي باحثة إعلامية ‏ ومونتيرة إسرائيلية، ولدت في 6 مايو 1921 في دارمشتات في ألمانيا، وتوفيت في 1 مارس 2013 في تل أبيب في إسرائيل.

## وصلات خارجية
- هيلغا كرانستون على موقع IMDb (الإنجليزية)
- هيلغا كرانستون على موقع قاعدة بيانات الفيلم (الإنجليزية)
- هيلغا كرانستون على موقع كينوبويسك (الروسية)